# آرتور فیشر
آرتور فیشر (سوئدی: Arthur Fischer؛ ‏ ۲ نوامبر ۱۸۹۷ – ۳ دسامبر ۱۹۹۱) بازیگر اهل سوئد بود.
از فیلم‌هایی که وی در آن‌ها نقش داشته‌است، می‌توان به تابو و دو زن اشاره نمود.